# ضياء الجردي
ضياء الجردي (مكناس، 13 أكتوبر 2000) لاعبة مغربية للتنس.
لعبت مع المغرب في كأس الاتحاد الفيدرالي حيث سجل لها الفوز 2-7.
في جولة الناشئين، حصلت على 59 شهادة مهنية في 15 يناير 2018.

## روابط خارجية
- ضياء الجردي على موقع رابطة محترفات التنس (الإنجليزية)
- ضياء الجردي على موقع الاتحاد الدولي لكرة المضرب (الإنجليزية)
- ضياء الجردي على موقع كأس بيلي جين كينغ (الإنجليزية)
- ضياء الجردي على موقع خلاصة التنس.كوم (الإنجليزية)
- ضياء الجردي على موقع إي إس بي إن.كوم (الإنجليزية)